# سونیک اسپین‌بال
سونیک خارپشت اسپین‌بال که با نام سونیک اسپین‌بال (به انگلیسی: Sonic Spinball) نیز شناخته می‌شود یک بازی ویدئویی پین‌بال توسعه‌یافته توسط مؤسسه فنی سگا می‌باشد که در سال ۱۹۹۳ توسط سگا منتشر گردید.